# Хекатомпедон
Хекатомпедон у архитектури је храм дуг 100 стопа, прототип Партенона из атинског Акропоља посвећеног Атини Полијас, заштитници града Атине. Хекатомпедон је грађен од кречњака у архајском периоду и заузимао је мјесто данашњег Партенона.